# Nati nel 1939/Novembre
| Questa pagina contiene informazioni ricavate automaticamente dalle voci biografiche con l'ausilio del template Bio e di un bot. L'aggiornamento è periodico e automatico e ricostruisce completamente la pagina. Se manca una persona in questa lista, sei pregato di non aggiungerla, ma accertati piuttosto che la sua voce biografica contenga il template Bio e che i dati anagrafici siano correttamente compilati. Se il template Bio manca, inseriscilo tu stesso o, in alternativa, metti l'avviso {{tmp\|Bio}} che ne segnala la mancanza. Se i dati riportati sono sbagliati, correggi direttamente la voce biografica; le modifiche saranno visibili in questa lista entro pochi giorni. Per chiarimenti vedi il progetto biografie. La lista contiene solo le 191 persone che sono citate nell'enciclopedia e per le quali è stato implementato correttamente il template Bio. Pagina aggiornata al 18 ago 2025. |

- 1º novembre - Barbara Bosson, attrice statunitense († 2023)
- 1º novembre - Vladimir Bukal, scacchista croato († 2008)
- 1º novembre - Roger Kellaway, pianista, compositore e musicista statunitense
- 1º novembre - Bernard Kouchner, politico e medico francese
- 1º novembre - Jo Morrow, attrice e modella statunitense
- 1º novembre - Maurizio Scattorin, doppiatore e attore italiano
- 2 novembre - Enrico Albertosi, ex calciatore italiano
- 2 novembre - Chuck Bittick, pallanuotista e nuotatore statunitense († 2005)
- 2 novembre - José Maria Eymael, politico e avvocato brasiliano
- 2 novembre - Sven Åge Madsen, scrittore danese
- 2 novembre - Tom Thacker, ex cestista e allenatore di pallacanestro statunitense
- 3 novembre - Adi Da Samraj, personalità religiosa e artista statunitense († 2008)
- 3 novembre - Joe McPhee, sassofonista e trombettista statunitense
- 4 novembre - Günter Bernard, ex calciatore tedesco occidentale
- 4 novembre - Achille Bonito Oliva, critico d'arte italiano
- 4 novembre - Giancarlo Ferrando, direttore della fotografia italiano († 2020)
- 4 novembre - Venceslas Kruta, archeologo francese
- 4 novembre - Roy Lunniss, calciatore inglese († 2010)
- 4 novembre - Annabella Miscuglio, scrittrice, regista e attivista italiana († 2003)
- 4 novembre - Moustapha Niasse, politico senegalese
- 4 novembre - Renzo Zaffinetti, ex hockeista su pista italiano
- 5 novembre - Giorgio Biavati, attore italiano
- 5 novembre - James Melcher, schermidore statunitense († 2023)
- 5 novembre - Jan Nowicki, attore polacco († 2022)
- 5 novembre - Franco Politano, politico italiano († 2009)
- 5 novembre - Lobsang Tenzin, monaco buddhista e politico tibetano
- 6 novembre - Athanasios Aggelopoulos, teologo greco
- 6 novembre - Dieter Nohlen, politologo tedesco
- 6 novembre - David Parker Ray, criminale statunitense († 2002)
- 6 novembre - John Tresvant, ex cestista statunitense
- 7 novembre - Renata Colorni, traduttrice italiana
- 7 novembre - Martin Davidson, regista e sceneggiatore statunitense
- 7 novembre - José Ferreira Pinto, ex calciatore portoghese
- 7 novembre - Barbara Liskov, informatica statunitense
- 8 novembre - Elgar Baeza, calciatore uruguaiano († 2020)
- 8 novembre - Villi Bossi, scultore italiano
- 8 novembre - Henning Christophersen, politico danese († 2016)
- 8 novembre - Franco Cipriani, giurista italiano († 2010)
- 8 novembre - Humberto Cruz, allenatore di calcio e ex calciatore cileno
- 8 novembre - Roman Jackiw, fisico polacco († 2023)
- 8 novembre - Laila Kinnunen, cantante finlandese († 2000)
- 8 novembre - Lothar Osiander, allenatore di calcio tedesco
- 8 novembre - Gaetano Pesce, scultore, designer e architetto italiano († 2024)
- 8 novembre - Giovanni Tegano, mafioso italiano († 2021)
- 9 novembre - Marco Bellocchio, regista, sceneggiatore e produttore cinematografico italiano
- 9 novembre - Alfonso Cabeza, medico spagnolo
- 9 novembre - Björn Engholm, politico tedesco
- 9 novembre - Roberto Oltramari, calciatore italiano († 2025)
- 9 novembre - Renato Ronconi, ex calciatore italiano
- 9 novembre - Ulrich Schamoni, regista e sceneggiatore tedesco († 1998)
- 10 novembre - Anscar Chupungco, teologo filippino († 2013)
- 10 novembre - Andrew Cyrille, batterista statunitense
- 10 novembre - Rosario Gangi, mafioso statunitense
- 10 novembre - Branko Kraljević, calciatore jugoslavo († 2015)
- 10 novembre - Hubert Laws, flautista e sassofonista statunitense
- 10 novembre - Russell Means, attivista e attore statunitense († 2012)
- 10 novembre - Allan Moffat, ex pilota automobilistico e dirigente sportivo australiano
- 11 novembre - Denise Alexander, attrice statunitense († 2025)
- 11 novembre - Paolo Baratta, economista e manager italiano
- 11 novembre - Klavdija Bojarskich, fondista sovietica († 2009)
- 11 novembre - Kenizé Mourad, giornalista e scrittrice francese
- 11 novembre - Raúl Adolfo Pérez, calciatore argentino († 2014)
- 12 novembre - Pier Cesare Baretti, giornalista e dirigente sportivo italiano († 1987)
- 12 novembre - George Blaney, ex cestista e allenatore di pallacanestro statunitense
- 12 novembre - Emilio Molinari, politico italiano († 2025)
- 12 novembre - Lucia Poppová, soprano slovacco († 1993)
- 13 novembre - Karel Brückner, allenatore di calcio e ex calciatore cecoslovacco
- 13 novembre - Noli Francisco, giocatore di poker filippino († 2017)
- 13 novembre - George V. Higgins, scrittore e giornalista statunitense († 1999)
- 13 novembre - Cosimo Ortesta, poeta e traduttore italiano († 2019)
- 14 novembre - Wendy Carlos, musicista e compositrice statunitense
- 14 novembre - Giovanni Carminucci, ginnasta italiano († 2007)
- 14 novembre - Anna Cataldi, giornalista, scrittrice e produttrice cinematografica italiana († 2021)
- 14 novembre - Ben Cayetano, politico statunitense
- 14 novembre - Reginald Foster, religioso, latinista e teologo statunitense († 2020)
- 14 novembre - Diego Lorenzi, presbitero e missionario italiano
- 14 novembre - Carl-Heinz Rühl, calciatore tedesco († 2019)
- 14 novembre - Gianfranco Staccioli, scrittore e pedagogista italiano
- 15 novembre - Terry Bradbury, allenatore di calcio e ex calciatore inglese
- 15 novembre - David Cliss, ex calciatore inglese
- 15 novembre - Antonio Gómez del Moral, ciclista su strada spagnolo († 2021)
- 15 novembre - Erik Hansen, canoista danese († 2014)
- 15 novembre - Yaphet Kotto, attore statunitense († 2021)
- 15 novembre - Rauni-Leena Luukanen-Kilde, medico finlandese († 2015)
- 15 novembre - Arnaldo Prati, arbitro di calcio italiano († 2011)
- 15 novembre - Supee Saksuwan Larsen, botanica thailandese
- 15 novembre - Dinorah Varsi, pianista uruguaiana († 2013)
- 15 novembre - Sandra von Giese, ex nuotatrice filippina
- 16 novembre - Michael Billington, critico teatrale e biografo britannico
- 16 novembre - Pierluigi Levrero, arbitro di calcio italiano
- 16 novembre - Giovanni Manzini, politico italiano
- 16 novembre - Francesco Marenco, politico italiano († 2025)
- 16 novembre - Amazonino Mendes, politico brasiliano († 2023)
- 16 novembre - Elisabetta Pierallini, scrittrice italiana
- 16 novembre - Norbert Singer, ingegnere, progettista e manager tedesco
- 17 novembre - Chris Craft, pilota di Formula 1 britannico († 2021)
- 17 novembre - Christine Gosden, ex nuotatrice britannica
- 17 novembre - Paul D. Hanson, orientalista e traduttore statunitense († 2023)
- 17 novembre - Einar Bruno Larsen, hockeista su ghiaccio e calciatore norvegese († 2021)
- 17 novembre - Yūya Uchida, cantante e attore giapponese († 2019)
- 17 novembre - Raffaele della Valle, politico e avvocato italiano
- 18 novembre - Margaret Atwood, poetessa, scrittrice e critica letteraria canadese
- 18 novembre - Oscar Calics, ex calciatore argentino
- 18 novembre - Jean Degros, ex cestista e allenatore di pallacanestro francese
- 18 novembre - Gino Di Procida, cantante italiano
- 18 novembre - Luigi Faccini, regista italiano
- 18 novembre - Giorgetto Giorgi, critico letterario italiano
- 18 novembre - Amanda Lear, cantante, attrice e conduttrice televisiva francese
- 18 novembre - Ian McCulloch, attore britannico
- 18 novembre - John O'Keefe, psicologo statunitense
- 18 novembre - Liz J. Patterson, politica statunitense († 2018)
- 18 novembre - Pilar Roldán, ex schermitrice messicana
- 18 novembre - Brenda Vaccaro, attrice statunitense
- 19 novembre - Emil Constantinescu, politico e geologo rumeno
- 19 novembre - Bobby Cram, calciatore inglese († 2007)
- 19 novembre - Gianfranco Goberti, pittore italiano († 2023)
- 19 novembre - Tom Harkin, politico statunitense
- 19 novembre - Claudio Risé, psicologo, giornalista e saggista italiano
- 19 novembre - Richard Zare, chimico statunitense
- 20 novembre - Luigi Biggeri, economista e statistico italiano
- 20 novembre - Jerry Colangelo, imprenditore, dirigente sportivo e allenatore di pallacanestro statunitense
- 20 novembre - Copi, drammaturgo, fumettista e scrittore argentino († 1987)
- 20 novembre - Dick Smothers, attore, comico e compositore statunitense
- 20 novembre - Jan Szczepański, pugile polacco († 2017)
- 21 novembre - Budd Dwyer, politico statunitense († 1987)
- 21 novembre - Willie Evans, calciatore ghanese († 2014)
- 21 novembre - Rick Lenz, attore e commediografo statunitense
- 21 novembre - Erasmo Recami, fisico italiano († 2021)
- 21 novembre - Jeannot Szwarc, regista, sceneggiatore e produttore televisivo francese († 2025)
- 21 novembre - Bobby Thomson, ex calciatore scozzese
- 22 novembre - Giuseppe Brognoli, ex calciatore italiano
- 22 novembre - Ilse Buding, tennista tedesca († 2023)
- 22 novembre - Maurizio Fagiolo dell'Arco, critico d'arte e collezionista d'arte italiano († 2002)
- 22 novembre - Allen Garfield, attore statunitense († 2020)
- 22 novembre - Carlo Longarini, hockeista su ghiaccio canadese († 2010)
- 23 novembre - Nicola Conci, direttore di coro, compositore e musicista italiano
- 23 novembre - Betty Everett, cantante statunitense († 2001)
- 23 novembre - Romano Ferrauto, politico italiano
- 23 novembre - Gao Fengwen, calciatore e allenatore di calcio cinese († 2020)
- 23 novembre - Maria Gladys, attrice, ballerina e showgirl brasiliana
- 23 novembre - Barry Spikings, produttore cinematografico britannico
- 24 novembre - Neville Cenac, politico santaluciano
- 24 novembre - Maria Chiara, soprano italiano
- 24 novembre - Gene Glazer, ex schermidore statunitense
- 24 novembre - Graziano Landoni, allenatore di calcio e ex calciatore italiano
- 24 novembre - Delio Lucarelli, vescovo cattolico italiano († 2024)
- 24 novembre - Jerry Mays, giocatore di football americano statunitense († 1994)
- 24 novembre - Yoshinobu Miyake, ex sollevatore giapponese
- 24 novembre - Marit Paulsen, politica svedese († 2022)
- 24 novembre - Hanna Walter, ex pattinatrice artistica su ghiaccio austriaca
- 24 novembre - Jim Yester, musicista statunitense
- 25 novembre - Lalita Ahmed, attrice indiana
- 25 novembre - Stephen H. Burum, direttore della fotografia statunitense
- 25 novembre - Martin Feldstein, economista statunitense († 2019)
- 25 novembre - Rosanna Schiaffino, attrice e modella italiana († 2009)
- 26 novembre - Abdullah Ahmad Badawi, politico malese († 2025)
- 26 novembre - Miriam Del Mare, cantante italiana
- 26 novembre - Milutin Folić, calciatore jugoslavo († 2017)
- 26 novembre - Greetje Kauffeld, cantante olandese
- 26 novembre - Mark Margolis, attore statunitense († 2023)
- 26 novembre - George Patterson, cestista statunitense († 2003)
- 26 novembre - Angelino Soler, ex ciclista su strada spagnolo
- 26 novembre - Tina Turner, cantante statunitense († 2023)
- 27 novembre - Tony Allen, calciatore inglese († 2022)
- 27 novembre - Laurent-Désiré Kabila, politico e rivoluzionario della Repubblica Democratica del Congo († 2001)
- 27 novembre - István Kozma, lottatore ungherese († 1970)
- 27 novembre - Ann Prentiss, attrice statunitense († 2010)
- 27 novembre - Héctor Salvá, allenatore di calcio e calciatore uruguaiano († 2015)
- 27 novembre - Sandra Valenti, velocista italiana († 2005)
- 27 novembre - Ruy Gonçalo do Valle Peixoto de Villas Boas, dirigente d'azienda e religioso portoghese
- 28 novembre - Gordon Eaton, ex sciatore alpino e allenatore di sci alpino statunitense
- 28 novembre - Abdul Malik, ex velocista pakistano
- 28 novembre - Gennadij Vol'nov, cestista sovietico († 2008)
- 29 novembre - Lilia Conesa, ex cestista argentina
- 29 novembre - Claudio Fasoli, sassofonista e compositore italiano
- 29 novembre - George Gilder, scrittore e filosofo statunitense
- 29 novembre - Nikolaj Karasëv, ex pesista sovietico
- 29 novembre - Abdelmajid Lakhal, regista e attore tunisino († 2014)
- 29 novembre - Marisa Moltisanti, politica italiana
- 29 novembre - Meco Monardo, musicista e produttore discografico statunitense († 2023)
- 29 novembre - Sandro Salvadore, calciatore e allenatore di calcio italiano († 2007)
- 29 novembre - Concha Velasco, attrice, cantante e ballerina spagnola († 2023)
- 29 novembre - Joel Whitburn, scrittore statunitense († 2022)
- 30 novembre - Chandra Bahadur Dangi, nepalese († 2015)
- 30 novembre - Andrej Chržanovskij, regista sovietico
- 30 novembre - Şerban Ciochină, triplista rumeno († 2023)
- 30 novembre - Fatmir Frashëri, calciatore e allenatore di calcio albanese († 2019)
- 30 novembre - Renzo Gattegna, avvocato italiano († 2020)
- 30 novembre - Adam Greenberg, direttore della fotografia israeliano
- 30 novembre - Piergaetano Marchetti, giurista, dirigente d'azienda e notaio italiano
- 30 novembre - Walter Weller, direttore d'orchestra e violinista austriaco († 2015)